# Pycnonotus barbatus
El bulbul naranjero (Pycnonotus barbatus) es una especie de ave paseriforme de la familia Pycnonotidae ampliamente distribuida por África. En España, está presente en las ciudades autónomas de Ceuta y Melilla.

## Distribución y hábitat

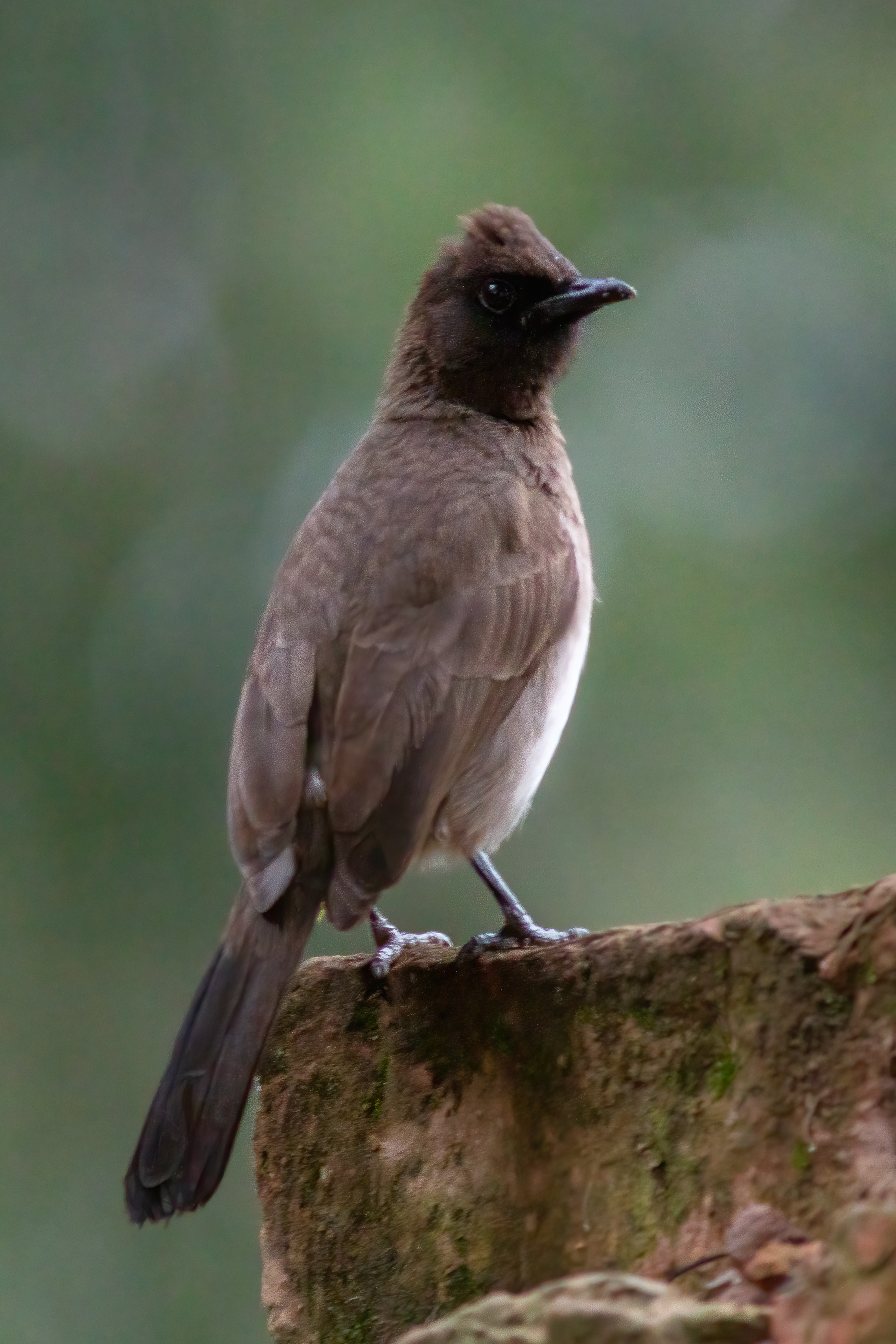
Ejemplar en el parque nacional de la Selva Impenetrable de Bwindi, Uganda

Se encuentra ampliamente distribuido por África, que está presente en numerosos hábitats, salvo en los desiertos. En Marruecos es una especie particularmente abundante en huertos, jardines, oasis, etc. En general, no es un ave exigente y aprovecha bordes de bosques, zonas forestales, matorrales costeros o montanos, etc.
Al parecer y debido al cambio climático ha dado el salto a Europa a través del estrecho de Gibraltar y ahora se reproduce en Tarifa (SEO/Birdlife, julio de 2017)

## Alimentación
Se alimenta de invertebrados, frutos, e incluso de néctar.
Es una especie omnívora; es decir que se alimenta de todo.